# Esther Bick
Esther Bick, geborene Esteza Lifsza Wander, (geboren am 4. Juli 1902 in Przemyśl; gestorben am 21. Juli 1983 in London) war eine britische Kinderanalytikerin. Sie entwickelte die systematische Säuglings- und Kleinkindbeobachtung und etablierte sie als Teil der psychoanalytischen Ausbildung.

## Leben und Wirken
Bick kam als älteste Tochter jüdischer Eltern in Przemysl in Galizien  als Esteza Lifsza Wander zur Welt. Mit sieben Jahren wurde sie zu einer Tante nach Prag geschickt, um dieser bei der Betreuung ihres Babys zu helfen. Später arbeitete sie zunächst als Kindergärtnerin, holte dann das Abitur nach und begann ein Studium der Psychologie in Wien, wo sie unter anderem bei der Entwicklungspsychologin Charlotte Bühler studierte und bei ihr über ein entwicklungspsychologisches Thema promovierte. Nach Beendigung ihres Studiums 1936 heiratete sie den Medizinstudenten Philipp Bick.
Nach dem Anschluss Österreichs an das nationalsozialistische Deutsche Reich floh das Paar in die Schweiz. Während ihr Mann in der Schweiz blieb, emigrierte Esther Bick nach England, da sie in der Schweiz keine Arbeitserlaubnis erhielt. Sie ließ sich in Greater Manchester nieder, arbeitete in einem Kindertagesheim in Salford sowie von 1942 bis 1945 in der Child Guidance Clinic in Leeds. Schon in Wien hatte Bick sich für die Psychoanalyse interessiert und absolvierte eine Analyse bei Michael Balint, der ebenfalls nach Manchester emigriert war.
Nach dem Ende des Zweiten Weltkriegs zog Bick nach London, absolvierte eine Lehranalyse bei Melanie Klein und eine psychoanalytische Ausbildung bei der British Psychoanalytical Society, deren ordentliches Mitglied sie 1953 wurde. Sie spezialisierte sich auf die Kinderanalyse. Auf Einladung John Bowlbys begann sie ihre berufliche Tätigkeit als Kindertherapeutin an der Tavistock Clinic. Sie entwickelte eine Methodik der Babybeobachtung als Teilnehmende Beobachtung und führte sie als festen Bestandteil in die Ausbildung zum Kinderanalytiker ein. Durch die einfühlende und selbstreflektierende Beobachtung soll eine in der Erfahrung gegründete Kenntnis des Zusammenspiels von Mutter und Kind geschaffen werden, die zur Grundlage für die spätere klinische Arbeit und das Verstehen unbewusster Prozesse werden kann.
Bedeutsam ist darüber hinaus ihr Konzept der psychischen Haut, welches an Begrifflichkeiten Melanie Kleins anknüpft. In einer gelungenen Interaktion zwischen Mutter und Säugling schafft sie die Erfahrung des Zusammenhalts der eigenen Person als primary skin containment. Ist diese Erfahrung nicht möglich, so entsteht gleichsam eine undichte Grenze der eigenen Person mit der immer wieder auftauchenden Gefahr der Desintegration und Vernichtung des Selbst. Dagegen wird in Folge eine Abwehr aufgebaut, die sich körperlich als Muskelpanzerung niederschlägt.

## Veröffentlichungen (Auswahl)
- Als Esther Wander: Gruppenbildung im zweiten Lebensjahr. Phil. Diss. Wien 1935
- Anxieties underlying phobia of sexual intercourse in a woman (1953). (Englisch) In: British Journal of Psychotherapy, 18 (1), 2001
- Child analysis today. (Englisch) In: International Journal of Psychoanalysis. Band 43, 1962, S. 328ff.
- Bemerkungen zur Säuglingsbeobachtung in der psychoanalytischen Ausbildung. In: Jahrbuch der Psychoanalyse 53, 2006, S. 179–197.
- Das Hauterleben in frühen Objektbeziehungen. In: E. Bott Spillius (Hrsg.): Melanie Klein Heute, Bd. 1. München u. a. 1990, S. 236–240
- Collected Papers of Martha Harris and Esther Bick. (Englisch) Herausgegeben von Meg Harris Williams. Perthshire, Scotland 1987; Neuauflage unter dem Titel: The Tavistock Model. Papers on Child Development and Psychoanalytic Training. London 2011.[7]

## Ehrungen
- Namensgeberin des Berliner Aus- und Weiterbildungsinstituts Institut für analytische Kinder- und Jugendlichen-Psychotherapie Esther Bick.[8]